# Palmina Poljak

Palmina Poljak (Solin, 25. ožujka 1923. – Solin, 27. ožujka 2022.) nositeljica Partizanske spomenice 1941. godine, prosvjetna radnica  i društveno-politička aktivistica.

## Životopis
Palmina Poljak, kći Kaje Grubišića, rođena je u Solinu 25. ožujka 1923. godine. Pred rad je završila treći razred Paparandije (srednja Učiteljska škola – najznačajnija obrazovna ustanova u Dalmaciji u vrijeme Kraljevine Jugoslavije, nakon Bogoslovije) i priključila se NOB-u.

### Drugi svjetski rat
Obnašala je mnoge značajne dužnosti: 
- od 1941. članica Mjesnog komiteta SKOJ-a Solin,
- od 1942. (primljena u KPJ 12. ožujka 1942.) članica Mjesnog komiteta Solina i sekretarica partijske ćelije Srednja strana u Solinu; tajnica prvog Narodnooslobodilačkog odbora Solina (prva partizanska vlast pod okupacijom); tajnica Općinskog odbora Antifašističke fronte žena bazena Solin,
- od 1943.: članica Općinskog i Kotarskog komiteta Solina; tajnica Općinskog odbora AFŽ-a; Članica Općinskog NOO-a Solina (obuhvaćalo Solin, Mravince, Kučine i Vranjic),
- od 1944.: tajnica Kotarskog odbora AFŽ-a; članica Kotarskog NOO-a Solina i Kotarske narodnooslobodilačke fronte te organizacijska sekretarica Kotarskog komiteta Solina sve do odlaska na liječenje na Vis u proljeće 1944.

Drugarica Vanja, kako su je u partizanima zvali, na okupiranom je području sakupljala nove borce i odvodila ih partizanima u šumu, zajedno s prikupljenim prijeko potrebnim materijalom: hranom, lijekovima, obućom, odjećom, strjeljivom. Zbog teškog zdravstvenog stanja nastalog kao posljedica trogodišnjeg života u hladnim i vlažnim podzemnim prostorima i rovovima, u proljeće 1944. upućena je na liječenje na otok Vis.

### Poslijeratni put
Društveno-politički rad nastavlja i poslije rata: 
- kao članica Kotarskog komiteta Solina (1945.);
- članica Kadrovske komisije Okružnog komiteta za Srednju Dalmaciju (1946. – sudjelovala kao delegat na 1. Kongresu Narodnooslobodilačke fronte za Hrvatsku),
- od 1947. do 1952. sekretarica je partijske organizacije splitske četvrti Dobri.

Od 1955. do 1970. radila je u Osnovnoj školi 'Vladimir Gortan' u Puli. U to vrijeme djelovala je i kao predsjednica sindikata, zatim predsjednica radne zajednice, članica Općinskog sindikalnog vijeća Pule (4 godine) i jedno vrijeme tajnica Sindikata prosvjetnih radnika Pule. U dva mandata bila je i članica Statutarne komisije pri Općinskom komitetu Pule te članica Plenuma CK KPH dvije godine, a 15 godina sudac porotnik za maloljetnike na Okružnom sudu u Puli. 
Nakon preseljenja u Split kratko radi kao tajnica Konferencije za društvenu aktivnost žena Splita pri Općinskoj konferenciji Socijalističkog saveza radnog naroda na prikupljanju dokumentacije i memorijalne građe o sudjelovanju žena u Radničkom pokretu i NOR-u, što nastavlja raditi i nakon umirovljenja 1971. Svoj društveno-politički aktivizam nastavlja i u mirovini, radom na terenu: u partijskoj organizaciji, u organiziranju žena, u Socijalističkom savezu radnog naroda u četvrti Blatine-Škrape. Sudionica je Plenuma SUBNOR-a općine Split i članica Komisije za liječenje i rehabilitaciju umirovljenika općine Split 1972. godine te članica Komisije za odlikovanja općine Split od 1978. do 1981.

## Odlikovanja i nagrade
Za sudjelovanje u antifašističkoj borbi i svoj rad odlikovana je mnogim jugoslavenskim odlikovanjima: 
- Partizanskom spomenicom 1941. (1945.)
- Ordenom bratstva i jedinstva II. reda (1946.)
- Ordenom zasluga za narod II. reda (1946.)
- Ordenom za hrabrost (1946.), Ordenom rada II. reda (1968.)
- Ordenom Republike II. reda (1980.).

Tadašnja Predsjednica Republike Hrvatske Kolinda Grabar-Kitarović, povodom 74. obljetnice oslobođenja Dalmacije, za osobite zasluge i stradanje u borbi za nacionalna i socijalna prava hrvatskog naroda odlikovala je Palminu Poljak visokim hrvatskim odlikovanjem Red Stjepana Radića, u Zagrebu, 4. prosinca 2018.
Kao prosvjetni radnik više puta je pohvaljena za rad u razredu, a kao društveno-politički aktivist primila je nekoliko nagrada.